# Puay Koon Cheng
Puay Koon Cheng (* 1973) ist eine singapurische Illustratorin und gilt als eine der gefragtesten Zeichnerinnen des Landes.

## Leben
Bereits mit 10 Jahren begann Puay Koon Cheng zu malen, sie zeichnete Gesichter von Menschen, die sie im Fernsehen gesehen hatte. Nach Schulabschluss und Studium arbeitete sie als Journalistin für The Straits Times, die größte Tageszeitung Singapurs und danach für The New Paper, die zweitgrößte Tageszeitung Singapurs. Beim Start der Zeitung Today im Jahr 2000 war sie Artdirector.
Sie hat zwei Töchter.
Im Jahr 2002 arbeitete sie mit dem Schriftsteller Ravi Veloo zusammen und illustrierte sein Buch The Difference Between Malaysians and Singaporeans. Sie hat seitdem mehr als 50 Kinderbücher illustriert, die in englischer und malaiischer Sprache erschienen, zum Beispiel von 2012 bis 2017 die ABBIE ROSE & the magic suitcase-Serie von Neil Humphreys im Verlag Marshall Cavendish, die in Zusammenarbeit mit dem National Parks Board Singapurs entstand. Bei der Verfilmung einer der Geschichten von Neil Humphreys als Zeichentrickfilm, Secrets of the Swamp, erschienen 2016, war Puay Koon Cheng leitende Illustratorin. Mit Ravi Veloo arbeitete sie 2011 wieder zusammen, indem sie sein Buch Radio Multiverse illustrierte. Sie illustrierte auch Kinderbücher anderer Autoren wie Suchen Christine Lim, Anupa Roy oder Emily Lim-Leh.
Ihre häufig sehr detaillierten Federstrich-Porträts sind eher Karikaturen der dargestellten Personen.

## Veröffentlichungen (Auswahl)
- Ravi Veloo: The Difference Between Malaysians and Singaporeans. NewsBooks, Singapur 2002, ISBN 981-04-7445-8.
- Ravi Veloo: Radio Multiverse. The Media Campus (ausschließlich erhältlich über Amazon Kindle), 2011.
- Neil Humphreys: I trapped a dolphin but it really wasn't my fault. Marshall Cavendish Children, Singapur 2012, ISBN 978-981-4408-51-6.
- Neil Humphreys: The day a panda really saved my life. Marshall Cavendish Children, Singapur 2012, ISBN 978-981-4408-03-5.
- Neil Humphreys: Picking up a penguin's egg really got me into trouble. Marshall Cavendish Children, Singapur 2013, ISBN 978-981-4484-18-3.
- Neil Humphreys: Secrets of the Swamp. Marshall Cavendish Children, Singapur 2013, ISBN 978-981-4484-16-9.
- Neil Humphreys: The hunt for the green boomerang. Marshall Cavendish Children, Singapur 2016, ISBN 978-981-4751-24-7.
- Neil Humphreys: I saved two tigers with a really magical idea. Marshall Cavendish Children, Singapur 2016, ISBN 978-981-4771-75-7.
- Neil Humphreys: Telling the otters to leave home was a really big mistake. Marshall Cavendish Children, Singapur 2018, ISBN 978-981-4828-76-5.